# Косянчук, Роман Игоревич
Рома́н И́горевич Косянчу́к (род. 24 октября 1993, Ашхабад, Туркменистан) — российский футболист, полузащитник «Челябинска».

## Карьера
Воспитанник футбольной школы «Чертаново». Профессиональную карьеру начал в 2011 в фарм-клубе «Рубина». Летом 2013 года подписал контракт с «Нефтехимиком». В августе 2014 года вернулся в «Чертаново». В 2016—2018 годах защищал цвета московского «Торпедо». 6 июля 2018 года перешёл в «Сочи», вместе с которым вышел в Премьер-лигу. После окончания сезона покинул клуб и пополнил ряды «Факела». В июне 2020 года подписал контракт с «Новосибирском». В июне 2021 года покинул клуб и перешёл в «Олимп-Долгопрудный». В сезоне 2022/23 защищал цвета ивановского «Текстильщика». Летом 2023 года пополнил ряды «Челябинска».

## Достижения
- Серебряный призёр Первой лиги: 2018/19
- Бронзовый призёр зоны Центр» Второй лиги: 2016/17